# Gmina Andrespol
Die Gmina Andrespol ist eine Landgemeinde im Powiat Łódzki wschodni der Woiwodschaft Łódź in Polen. Ihr Sitz ist das gleichnamige Dorf (deutsch Andreasfeld) mit etwa 3500 Einwohnern.

## Geographie
Im Westen grenzt die Gemeinde an die Woiwodschaftshauptstadt Łódź.

## Gliederung
Zur Landgemeinde Andrespol gehören 9 Ortsteile (deutsche Namen bis 1945) mit einem Schulzenamt:
| Andrespol Bedoń Przykościelny Bedoń-Wieś Janówka Justynów (Justynów, 1943–1945 Justenau) | Kraszew Nowy Bedoń Stróża Wiśniowa Góra (Gora Wiśniowa, 1943–1945 Kirschberg (Kr. Litzmannstadt)) |

Eine weitere Ortschaft der Gemeinde ist Ludwików.